# Saginafusus
Saginafusus là một chi ốc biển, là động vật thân mềm chân bụng sống ở biển trong họ Fasciolariidae.

## Các loài
Các loài trong chi Saginafusus gồm có:
- Saginafusus pricei (E.A. Smith, 1887)[2]